# Bostadslån
Ett bostadslån är ett lån som används för att finansiera köp av bostadsfastighet, bostadsrätt eller liknande. Fastigheten eller de till bostaden relaterade värdepappren intecknas eller pantsätts vanligen som säkerhet (pant) för lånet. Bolåneränta är räntesatsen på privatpersoners krediter för finansiering av den egna bostaden.

## Sverige
I Sverige får privatpersoners bostadslån motsvara högst 85 procent av fastighetens värde; resterande del får bostadsköparen finansiera med egen insats. Om låntagaren har god återbetalningsförmåga kan dock blancolån ges för hela eller delar av resterande del av marknadsvärdet. Bestämmelsen om högst 85 % belåning infördes i oktober 2010 av Finansinspektionen i syfte att dämpa prisutvecklingen på bostäder. Tidigare förekom på bostadsmarknaden i vissa fall en total belåning upp till 95–100 procent av marknadsvärdet . 
Vid finansiering av flerbostadshus finns ingen formell belåningsgräns men i praktiken belånas vanligen högst 75 % av marknadsvärdet, eftersom högre belåning ger långivaren en högre refinansieringskostnad.
Historiskt beviljades bottenlån av särskilda bostadsfinansieringsinstitut (eller ”bostadsinstitut”), medan topplånen kunde beviljas av bostadsinstitut eller bank. Bostadsinstituten kunde vara ägda av låntagarna, av staten eller gemensamt av bankerna. Efter avreglering och omstrukturering av banksektorn i Sverige beviljas nu (år 2011) huvuddelen av bostadslånen av de största bankerna eller deras helägda dotterbolag. Det finns inte längre några större fristående bostadsinstitut (statliga SBAB har blivit bank).
Privatpersoners lån för köp av villa eller lägenhet kallas i Sverige numera vanligen för bolån.

### Bolånetak
Hösten 2010 började nya regler att gälla för bostadslån. Finansinspektionen ger nya allmänna råd för bostadslån: Nya bolån bör inte överstiga 85 procent av bostadens marknadsvärde. Det här blev mer känt som bolånetaket. Reglerna började gälla den 1 oktober och syftet är att öka konsumentskyddet och stävja en osund utveckling på kreditmarknaden. [källa behövs]

### Amorteringskrav
Finansinspektionens nya krav från och med 1 juni 2016 som gäller nya bolån listas nedan.
- Belåningsgrad på över 70 procent, 2 % årlig amortering av totala lånebeloppet
- Belåningsgrad mellan över 50 och till och med 70 procent, 1 % årlig amortering av totala lånebeloppet

Den 1 mars 2018 började det så kallade "skärpta amorteringskravet" gälla.
- Om det kvarvarande lånet överstiger 4,5 gånger den egna bruttoårsinkomsten måste ytterligare 1 % per år amorteras.

### Lista över institut som i Sverige förmedlat bostadslån
- Statens egnahemslånefond, grundad 1904
- Konungariket Sveriges stadshypotekskassa, grundad 1909
- Statens bostadslånefond, inrättad 1920
- Svenska bostadskreditkassan, grundad 1929
- Statliga byggnadslånebyrån, inrättad 1934
- Sveriges Bostadsfinansierings AB, Bofab
- Lånbyte i Sverige AB, grundad 2012
- Schibsted Personal Finance, grundad 2012

### Lista över statliga stöd gällande bostadskrediter
- Bostadsanskaffningslån, från och med 1935
- Lantarbetarbostadslån, 1939

### Urval av institut som beviljar bostadslån
- Enkla
- Swedbank Hypotek
- Stadshypotek (Handelsbanken)
- SEB
- Nordea Hypotek
- SBAB
- Länsförsäkringar Hypotek
- BlueStep Bank
- Skandiabanken
- Marginalen bank
- Ålandsbanken
- Landshypotek
- Danske Bank

## I andra länder

### FÖRENTA STATERNA
Bolånebranschen i USA är en viktig finansiell sektor. Den federala regeringen har skapat flera statligt sponsrade program eller organisationer för att stimulera hypotekslån, byggande och uppmuntra bostadsägande. Dessa program omfattar Government National Mortgage Association, Federal National Mortgage Association och Federal Home Loan Mortgage Corporation.
I USA är ett superjumbo-hypotekslån ett lån som vida överstiger Federal Housing Finance Agencys gränser för konforma lån.

### Kanada
Kanada[redigera] I Kanada är Canada Mortgage and Housing Corporation (CMHC) landets nationella bostadsbyrå och tillhandahåller hypotekslån, värdepapper med säkerhet i hypotekslån, bostadspolitik och bostadsprogram samt bostadsforskning till kanadensarna CMHC är landets nationella bostadsbyrå.
Det vanligaste bolånet i Kanada är det femåriga slutna bolånet med fast ränta, till skillnad från i USA där den vanligaste typen är det 30-åriga öppna bolånet med fast ränta.

### Storbritannien
Storbritanniens bolåneindustri har traditionellt dominerats av building societies, men sedan 1970-talet har building societies andel av den nya bolånemarknaden minskat avsevärt. Mellan 1977 och 1987 sjönk andelen från 96 procent till 66 procent, medan andelen banker och andra institutioner steg från 3 procent till 36 procent. Det finns för närvarande över 200 stora enskilda finansiella organisationer i Storbritannien som erbjuder bolån till bostadsköpare.